# Calin (Sänger)
Călin Panfili (* 11. August 1997 in Moldawien), besser bekannt als Calin, ist ein tschechischer RnB-Sänger und Rapper mit moldauischen Wurzeln, der 1999 in die Tschechische Republik einwanderte. Er nimmt auf seinem eigenen Label Rychlí kluci bei Mike Roft Records auf, wo auch sein häufiger Mitarbeiter Stein27 arbeitet. Der Durchbruch gelang ihm mit einer Reihe von Singles, denen 2020 das Debütalbum Svědomi folgte. Im Jahr 2022 veröffentlichte er das sehr erfolgreiche Album Popstar, das zehn Wochen lang an der Spitze der tschechischen Album-Verkaufscharts stand und drei Nummer-eins-Hits „Hannah Montana“, „Praha/Vídeň“ und „Nad ránem“ enthielt. 2023 veröffentlichte er mit Viktor Sheen das Album Roadtrip, zu den größten Hits dieses Albums zählen „Safír“, „Cicády“, „Dívej“ und „Benz“. Im November 2022 gewann er den tschechischen Musikpreis Český slavík in der Kategorie „Neuentdeckung des Jahres“. Er wurde auch bei den Anděl Awards 2023 zur Entdeckung des Jahres gewählt.

## Werdegang
Etwa im Alter von dreizehn Jahren begann Calin, sich der Musik zu widmen. Damals gewann er einen Talentwettbewerb, der vom Sänger und damals erfolgreichen Superstar-Kandidaten Ben Cristova veranstaltet wurde. Ed Sheeran und später The Weeknd beeinflussten ihn damals. Im Gymnasium lernte er David Kopecký kennen, der heute unter dem Pseudonym D.Kop ein bekannter Produzent und Tontechniker ist. Sie versuchten, die ersten Songs gemeinsam aufzunehmen.
Im Jahr 2016 war David Kopecký Mitbegründer des Labels Mike Roft Records und nahm Calin unter Vertrag. Seine erste Single „Nothing More“ wurde auf seinem Kanal veröffentlicht. Er arbeitete mit dem Rapper Renne Dang an der nächsten Single „Paradise“ zusammen. Kurz darauf wechselte Calin jedoch zum slowakischen Label Comebackgang, wo er beispielsweise mit dem Rapper Pil C aufnahm. Hier debütierte er mit der erfolgreichen Single „Play Time“.
2018 veröffentlichte er die Singles „Winter is Coming“ und „Letter“. Kurz darauf wurde er von Puma gebeten, an der #runthestreets-Kampagne mitzuarbeiten. Dann folgte die Single „Perfect Week“ und die Zusammenarbeit mit Nik Tend am Song „Hvězdy“. Anschließend legte er für einige Monate eine Pause ein und widmete sich dem Fitnesstraining, dem Boxen und versuchte sich im MMA. Im Jahr 2018 arbeitete er noch mit Ben Cristova an dem Song „Girl in the First Row“.
Im November 2020 veröffentlichte er sein Debütalbum „Svědomi“. Daraus wurde der Song „Rose“ (feat. STEIN27) ein großer Erfolg, der die digitalen Single-Charts anführte, ebenso wie die Songs „Panama“ und „Bounce“ (ft. Yzomandias).
Im Jahr 2021 nahm er dann eine Coverversion des Liedes „Deceit“ der Nedvěd-Brüder für den Soundtrack des Films Shoky & Morthy: Poslední velká akce auf.
Im März 2022 veröffentlichte er sein zweites Album, Popstar. Insgesamt blieb es vierzehn Wochen lang auf dem ersten Platz der tschechischen Album-Verkaufscharts. Drei Songs des Albums führten die digitalen IFPI-Charts an. Es handelt sich um die Single „Hannah Montana“, die dreißig Wochen lang an der Spitze der Charts stand, die Single „Praha/Viden“ die fünf Wochen lang auf Platz eins der Charts stand, und das Lied „Nad ránem“. Zum Hit „Hannah Montana“ trug auch der virale Erfolg des sozialen Netzwerks TikTok bei. Weitere Erfolge waren die Single „Sangria“ (ft. Viktor Sheen) (zweiter Platz) und die Songs „Popstar“ (fünfter Platz) und „Hot Dropout“ (ft. fiedlerski) (sechster Platz). Im Dezember 2022 wurden die Lieder „Hannah Montana“ und „Praha/Vídeň“ auf Spotify als die am häufigsten gehörten tschechischen Lieder des Jahres verkündet. Das Popstar-Album wurde zur zweitbesten tschechischen Platte des Jahres 2022.
Im Oktober 2022 veröffentlichte Calin eine neue Single „Santé“ (Nr. 3).
Im Februar 2023 veröffentlichte er ein gemeinsames Album mit Viktor Sheen mit dem Titel Roadtrip. Es debütierte auf Platz eins der tschechischen Album-Verkaufscharts und blieb mit mehreren Unterbrechungen insgesamt vierundzwanzig Wochen lang an der Spitze. Das Album enthält die erfolgreichen Singles „Safír“, „Dívej“ oder „Cicády“. Die Lead-Single „Safír“ erreichte Platz eins der Digital Singles Charts und dominierte diese mit Unterbrechungen insgesamt 27 Wochen lang.
Im September 2023 brachte Calin eine weitere Single mit dem Namen "No Security" heraus.

## Diskografie

### Studioalben
| Jahr | Titel Musiklabel                                      | Höchstplatzierung, Gesamtwochen, AuszeichnungChartplatzierungen (Jahr, Titel, Musiklabel, Platzierungen, Wochen, Auszeichnungen, Anmerkungen) | Höchstplatzierung, Gesamtwochen, AuszeichnungChartplatzierungen (Jahr, Titel, Musiklabel, Platzierungen, Wochen, Auszeichnungen, Anmerkungen) | Anmerkungen                                            |
| Jahr | Titel Musiklabel                                      | CZ | SK | Anmerkungen                                            |
| ---- | ----------------------------------------------------- | --- | --- | ------------------------------------------------------ |
| 2020 | Svědomí Rychlí kluci, Mike Roft Records, Warner Music | CZ2 (… Wo.)CZ | SK11 (137 Wo.)SK | Erstveröffentlichung: 20. November 2020                |
| 2022 | Popstar Rychlí kluci, Mike Roft Records, Warner Music | CZ1 (… Wo.)CZ | SK1 (… Wo.)SK | Erstveröffentlichung: 11. März 2022                    |
| 2023 | Roadtrip Viktor Sheen, Rychlí kluci                   | CZ1 (… Wo.)CZ | SK1 (… Wo.)SK | Erstveröffentlichung: 3. Februar 2023 mit Viktor Sheen |
| 2024 | Bieber Fever Viktor Sheen, Rychlí kluci               | CZ1 (… Wo.)CZ | SK1 (… Wo.)SK | Erstveröffentlichung: 31. Mai 2024                     |

### Singles
| Jahr | Titel Album                          | Höchstplatzierung, Gesamtwochen, AuszeichnungChartplatzierungen (Jahr, Titel, Album, Platzierungen, Wochen, Auszeichnungen, Anmerkungen) | Höchstplatzierung, Gesamtwochen, AuszeichnungChartplatzierungen (Jahr, Titel, Album, Platzierungen, Wochen, Auszeichnungen, Anmerkungen) | Anmerkungen                                                                 |
| Jahr | Titel Album                          | CZ | SK | Anmerkungen                                                                 |
| --- | ------------------------------------ | --- | --- | --------------------------------------------------------------------------- |
| 2018 | Dopis –                              | CZ9 (9 Wo.)CZ | SK68 (2 Wo.)SK | Erstveröffentlichung: 20. Februar 2018 feat. Skinny Barber                  |
| 2018 | Perfect Week –                       | CZ3 (22 Wo.)CZ | SK60 (1 Wo.)SK | Erstveröffentlichung: 8. Mai 2018                                           |
| 2018 | Děvče v první řadě –                 | CZ7 (9 Wo.)CZ | — | Erstveröffentlichung: 27. November 2018 feat. Ben Cristovao                 |
| 2019 | Jizvy –                              | CZ19 (3 Wo.)CZ | — | Erstveröffentlichung: 27. Juni 2019                                         |
| 2019 | Panama Svědomí                       | CZ1 (142 Wo.)CZ | SK15 (19 Wo.)SK | Erstveröffentlichung: 26. September 2019                                    |
| 2019 | Ona chce tančit –                    | CZ65 (1 Wo.)CZ | — | Erstveröffentlichung: 13. November 2019 feat. Viktor Sheen                  |
| 2020 | Panama Svědomí                       | CZ11 (14 Wo.)CZ | SK90 (1 Wo.)SK | Erstveröffentlichung: 23. September 2020                                    |
| 2020 | Serotonin Svědomí                    | CZ37 (6 Wo.)CZ | SK82 (1 Wo.)SK | Erstveröffentlichung: 21. Oktober 2020 feat. Ego                            |
| 2020 | Svědomí                              | CZ40 (2 Wo.)CZ | — | Erstveröffentlichung: 11. November 2020                                     |
| 2021 | Podvod –                             | CZ15 (54 Wo.)CZ | — | Erstveröffentlichung: 22. Juli 2021                                         |
| 2021 | Praha/Vídeň Popstar                  | CZ1 (159 Wo.)CZ | SK3 (… Wo.)SK | Erstveröffentlichung: 17. September 2021                                    |
| 2021 | Končí léto –                         | CZ51 (1 Wo.)CZ | — | Erstveröffentlichung: 22. Oktober 2021                                      |
| 2021 | Asgard Popstar                       | CZ6 (48 Wo.)CZ | SK16 (31 Wo.)SK | Erstveröffentlichung: 17. Dezember 2021 feat. Ben Cristovao, Kojo & Stein27 |
| 2022 | Santé –                              | CZ3 (70 Wo.)CZ | SK5 (16 Wo.)SK | Erstveröffentlichung: 30. September 2022                                    |
| 2022 | Santé –                              | CZ5 (24 Wo.)CZ | SK18 (13 Wo.)SK | Erstveröffentlichung: 16. Dezember 2022                                     |
| 2023 | No Security –                        | CZ11 (4 Wo.)CZ | SK14 (2 Wo.)SK | Erstveröffentlichung: 29. September 2023                                    |
| 2024 | Free Love –                          | CZ91 (1 Wo.)CZ | — | Erstveröffentlichung: 8. März 2024                                          |
| Folgende Lieder erschienen nicht als Single, wurden aber durch das Album zum Download und Streaming bereitgestellt und konnten somit eine Platzierung erlangen: |                                      | | |                                                                             |
| |                                      | | |                                                                             |
| 2020 | Bounce Svědomí                       | CZ41 (23 Wo.)CZ | — | feat. Yzomandias                                                            |
| 2020 | Rychlí Svědomí                       | CZ59 (1 Wo.)CZ | — |                                                                             |
| 2020 | Mitsubishi Svědomí                   | CZ73 (1 Wo.)CZ | — |                                                                             |
| 2020 | Pár slov Svědomí                     | CZ86 (1 Wo.)CZ | — |                                                                             |
| 2020 | Rubín Svědomí                        | CZ88 (1 Wo.)CZ | — |                                                                             |
| 2022 | Nad ránem Popstar                    | CZ1 (40 Wo.)CZ | SK2 (30 Wo.)SK |                                                                             |
| 2022 | Popstar                              | CZ2 (53 Wo.)CZ | SK5 (47 Wo.)SK | feat. Viktor Sheen                                                          |
| 2022 | Popstar                              | CZ5 (22 Wo.)CZ | SK11 (12 Wo.)SK |                                                                             |
| 2022 | Fast Life Popstar                    | CZ5 (16 Wo.)CZ | SK27 (8 Wo.)SK |                                                                             |
| 2022 | Hot Dropout Popstar                  | CZ6 (37 Wo.)CZ | SK15 (18 Wo.)SK | feat. fiedlerski                                                            |
| 2022 | PPP Popstar                          | CZ8 (10 Wo.)CZ | SK18 (7 Wo.)SK |                                                                             |
| 2022 | Intro 4 Popstar                      | CZ12 (9 Wo.)CZ | SK35 (5 Wo.)SK |                                                                             |
| 2022 | Intro 4 Popstar                      | CZ13 (3 Wo.)CZ | SK44 (2 Wo.)SK |                                                                             |
| 2022 | Switch Popstar                       | CZ15 (5 Wo.)CZ | SK41 (2 Wo.)SK |                                                                             |
| 2022 | Intro 3 Popstar                      | CZ21 (3 Wo.)CZ | SK67 (1 Wo.)SK |                                                                             |
| 2023 | Safír Roadtrip                       | CZ1 (… Wo.)CZ | SK1 (… Wo.)SK | mit Viktor Sheen                                                            |
| 2023 | Dívej Roadtrip                       | CZ2 (… Wo.)CZ | SK2 (61 Wo.)SK | mit Viktor Sheen                                                            |
| 2023 | Benz Roadtrip                        | CZ3 (33 Wo.)CZ | SK4 (25 Wo.)SK | mit Viktor Sheen                                                            |
| 2023 | Berlin Roadtrip                      | CZ4 (20 Wo.)CZ | SK5 (17 Wo.)SK | mit Viktor Sheen                                                            |
| 2023 | Cikády Roadtrip                      | CZ5 (82 Wo.)CZ | SK7 (10 Wo.)SK | mit Viktor Sheen                                                            |
| 2023 | Double Time Roadtrip                 | CZ6 (12 Wo.)CZ | SK7 (8 Wo.)SK | mit Viktor Sheen                                                            |
| 2023 | Soundtrack Roadtrip                  | CZ7 (18 Wo.)CZ | SK9 (10 Wo.)SK | mit Viktor Sheen                                                            |
| 2023 | Kudlu Roadtrip                       | CZ9 (8 Wo.)CZ | SK10 (7 Wo.)SK | mit Viktor Sheen                                                            |
| 2023 | Plán B Roadtrip                      | CZ10 (11 Wo.)CZ | SK11 (8 Wo.)SK | mit Viktor Sheen                                                            |
| 2023 | Limonáda Roadtrip                    | CZ11 (11 Wo.)CZ | SK13 (8 Wo.)SK | mit Viktor Sheen                                                            |
| 2023 | Luna Roadtrip                        | CZ12 (11 Wo.)CZ | SK15 (6 Wo.)SK | mit Viktor Sheen                                                            |
| 2023 | Southside Roadtrip                   | CZ15 (8 Wo.)CZ | SK17 (5 Wo.)SK | mit Viktor Sheen                                                            |
| 2022 | Hannah Montana Popstar               | CZ1 (… Wo.)CZ | SK1 (… Wo.)SK |                                                                             |
| 2024 | Window Shopper Bieber Fever          | CZ3 (19 Wo.)CZ | SK4 (… Wo.)SK |                                                                             |
| 2024 | Suave Bieber Fever                   | CZ4 (… Wo.)CZ | SK6 (… Wo.)SK |                                                                             |
| 2024 | Chitarele Bieber Fever               | CZ8 (3 Wo.)CZ | SK25 (2 Wo.)SK | feat. Satoshi                                                               |
| 2024 | Money On My Mind Bieber Fever        | CZ9 (3 Wo.)CZ | SK24 (3 Wo.)SK |                                                                             |
| 2024 | Fresh Fade Bieber Fever              | CZ10 (4 Wo.)CZ | SK40 (1 Wo.)SK |                                                                             |
| 2024 | Bohatý táta, chudý táta Bieber Fever | CZ13 (3 Wo.)CZ | SK33 (1 Wo.)SK |                                                                             |
| 2024 | Big Time Bieber Fever                | CZ14 (2 Wo.)CZ | SK35 (1 Wo.)SK |                                                                             |
| 2024 | FTU Bieber Fever                     | CZ15 (2 Wo.)CZ | SK42 (1 Wo.)SK |                                                                             |
| 2024 | Yalla Bieber Fever                   | CZ20 (1 Wo.)CZ | SK48 (1 Wo.)SK |                                                                             |
| 2024 | Happy B-day Bieber Fever             | CZ24 (1 Wo.)CZ | SK53 (1 Wo.)SK |                                                                             |
| 2024 | 5 0 0 Bieber Fever                   | CZ27 (1 Wo.)CZ | SK59 (1 Wo.)SK |                                                                             |
| 2024 | Perdoname Bieber Fever               | CZ33 (1 Wo.)CZ | SK66 (1 Wo.)SK |                                                                             |
| 2024 | Call Bieber Fever                    | CZ39 (1 Wo.)CZ | SK71 (1 Wo.)SK |                                                                             |
| 2024 | Chaser Bag Bieber Fever              | CZ45 (1 Wo.)CZ | — |                                                                             |
| 2024 | Šedá obloha Bieber Fever             | CZ51 (1 Wo.)CZ | SK94 (1 Wo.)SK |                                                                             |

### Gastbeiträge
| Jahr | Titel Album                  | Höchstplatzierung, Gesamtwochen, AuszeichnungChartplatzierungen (Jahr, Titel, Album, Platzierungen, Wochen, Auszeichnungen, Anmerkungen) | Höchstplatzierung, Gesamtwochen, AuszeichnungChartplatzierungen (Jahr, Titel, Album, Platzierungen, Wochen, Auszeichnungen, Anmerkungen) | Anmerkungen                                 |
| Jahr | Titel Album                  | CZ | SK | Anmerkungen                                 |
| --- | ---------------------------- | --- | --- | ------------------------------------------- |
| Folgende Lieder erschienen nicht als Single, wurden aber durch das Album zum Download und Streaming bereitgestellt und konnten somit eine Platzierung erlangen: |                              | | |                                             |
| |                              | | |                                             |
| 2019 | Až na měsíc Černobílej svět  | CZ1 (… Wo.)CZ | SK3 (229 Wo.)SK | Viktor Sheen feat. Calin, Hasan & Nik Tendo |
| 2021 | Virtuální drogy Příběhy, sny | CZ4 (111 Wo.)CZ | — | Viktor Sheen feat. Calin                    |
| 2023 | STFU President of Sexico     | CZ6 (30 Wo.)CZ | SK15 (22 Wo.)SK | Stein27 feat. Similivinlife                 |